# Rutas del Camino de Santiago en Navarra

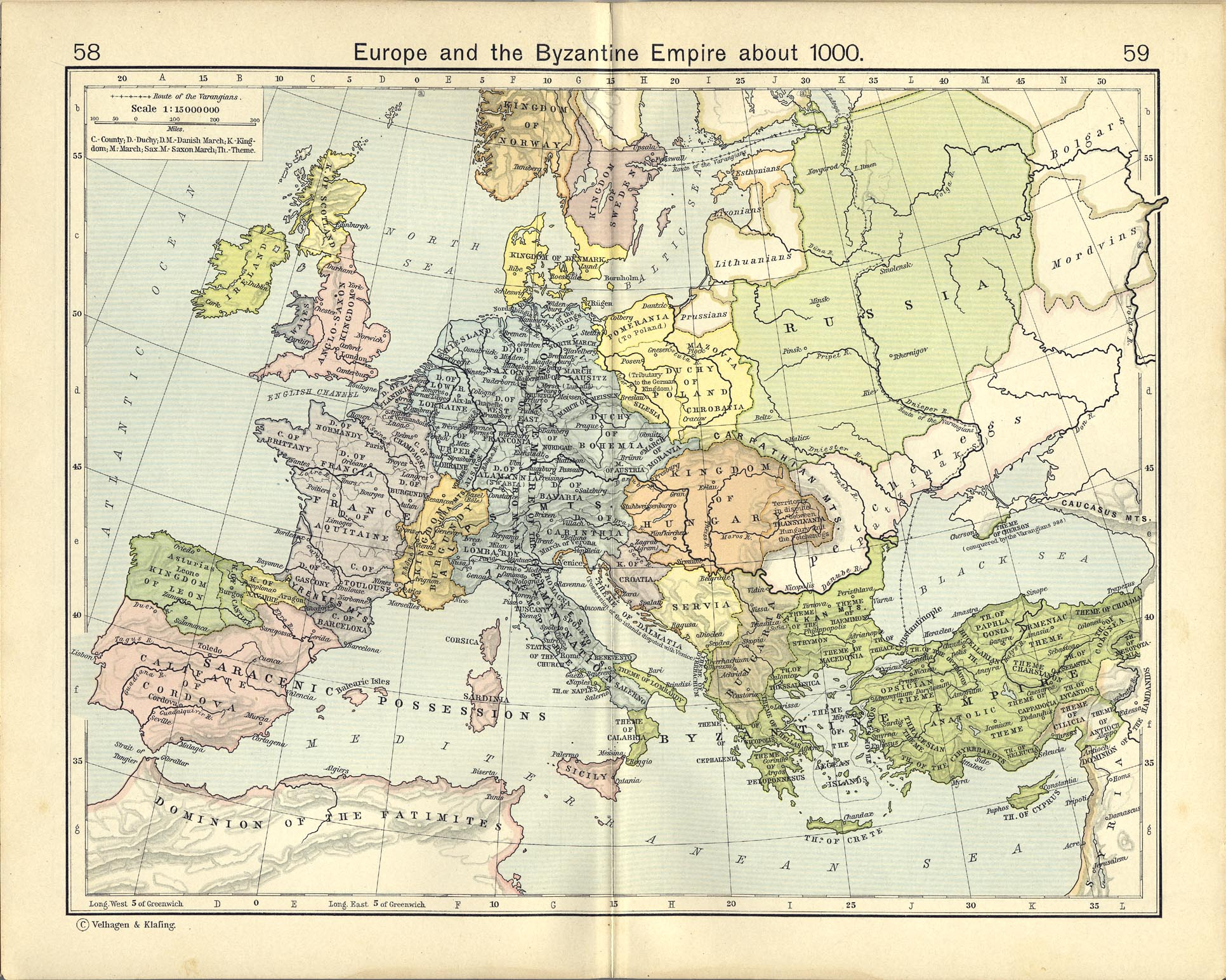

Aunque lo habitual es referirse al primero de los listados, es preciso detallar que no es el único y por Navarra discurren varios itinerario más del Camino de Santiago. A saber:
- Camino de Santiago Francés en Navarra

- Camino de Santiago del Ebro

- Camino de Santiago Baztanés

- Camino de Santiago antiguo Anterior a la llegada por Roncesvalles (incluso simultáneamente al mismo) debía usar el Camino de Santiago Baztanés, sobre la calzada romana que de Burdeos llegaba a Astorga enlaza en Vitoria con el llamado Camino de Santiago Vasco del Interior. Más tarde, a partir del siglo XII, es cuando se va derivando el flujo principal de peregrinación por el llamado Camino de Santiago Francés.

- Camino de Santiago Roncalés Desde Santa Engracia hasta el Monasterio de Leyre, atravesando el Valle del Roncal discurrió una vía muy secundario que enlazaba con el Camino de Santiago Aragonés y que apenas llegó a tener consistencia. Era aquella, durante finales del siglo XI y siglo XII, una dependencia de este monasterio navarro, pero los vaivenes políticos de esa zona del Pirineo galo durante los siguientes siglos mermaron su importancia y provocaron su decadencia.

- Datos: Q42912680